# Pinsk
Pinsk (Wit-Russisch: Пінск; Russisch: Пинск; Pools: Pińsk) is een stad in Wit-Rusland, in de historische regio Polesië. De stad is gelegen aan de rivier de Pripjat en omringd door de Pripjatmoerassen. De stad ligt in het gelijknamige rayon. 
Administratief valt het onder de oblast Brest. Het ligt zuidwestelijk van Minsk. Er wonen 130.517 mensen in deze stad (schatting 2004). De stad is een klein industrieel centrum waar schepen worden geproduceerd.

## Joodse bevolking
Tot de Tweede Wereldoorlog bestond Pinsk, zoals veel Europese steden destijds, uit een aanzienlijk percentage Joden. Volgens een Russische volkstelling uit 1897 was 21.100 van de in totaal 28.400 inwoners Joods (ongeveer 74%). Hiermee behoorde Pinsk tot de meest Joodse steden van Oost-Europa.

Geleerde Joden uit Pinsk bestuderen de misjna (1924)

In mei 1919, gedurende de Pools-Russische Oorlog, werden 35 Pinsker Joden door Poolse soldaten vermoord, die hen voor Bolsjewistische collaborateurs aanzagen. Dit leidde tot een diplomatieke rel die beslecht werd in de Vredesconferentie van Parijs.
Pinsk werd in 1920 onderdeel van Polen, tot de bezetting van de Sovjet-Unie in 1939 daar een einde aan maakte. In 1939 was inmiddels meer dan 90% (27.000 van de 30.000) van de stad van Joodse origine.
Van 1941 tot 1944 werd Pinsk echter door nazi-Duitsland bezet. De meeste Joden uit Pinsk werden vermoord in oktober 1942, nadat zij door de nazi's werden gedeporteerd uit het Pinsker getto. Tienduizend van hen werden in één dag vermoord. Op 23 december 1942 werden de laatste 143 Joden uit Pinsk door de nazi's uitgeroeid. Lokale bewoners profiteerden van de achtergelaten bezittingen en huizen.

## Bekende personen uit Pinsk
- Paulette Brupbacher (1880-1967), Russisch-Zwitsers arts
- Volha Havartsova (1988), tennisspeelster
- Chaim Kanievsky (1928-2022), Israëlisch rabbijn en rechter
- Ryszard Kapuściński (1932-2007), Pools journalist, schrijver en dichter
- Sławomir Rawicz, Pools schrijver
- Jossyf Toekalsky-Neljoebovytsj, Oekraïens geestelijke en politicus
- Matusz Butrymowicz, rechter
- Golda Meïr (1898-1978), Israëlisch politica en premier
- Napoleon Orda (1807-1883), muzikant, componist en beeldend kunstenaar
- Vital Koetoezaw (1980), Wit-Russisch voetballer
- Simon Kuznets (1901-1985), Amerikaans econoom en Nobelprijswinnaar (1971)
- Adam Naruszewicz (1733-1796), Pools dichter, historicus, bisschop
- Chaim Weizmann (1874-1952), geboren in Motal nabij Pinsk en opgegroeid in Pinsk, eerste Israëlische president, scheikundige
- Karol Wyrwicz (1717-1793), historicus

## Stedenband
- Kovel, Oekraïne